# 8574 Makotoirie
8574 Makotoirie (1996 VC2) là một tiểu hành tinh vành đai chính được phát hiện ngày 6 tháng 11 năm 1996 bởi T. Kobayashi ở Oizumi.